# Mondragon Corporation
La Mondragon Corporation è un'impresa e federazione di cooperative di lavoratori con sede nei Paesi Baschi in Spagna.
Fu fondata nella città di Mondragón nel 1956 da diplomati della scuola tecnica locale.
Il loro primo prodotto furono riscaldatori di paraffina.
Oggi sono la settima più grande impresa spagnola in termini di fatturato patrimoniale, e il gruppo affaristico leader nei Paesi Baschi.
Alla fine del 2012 impiegano 80.321 persone in 289 società e organizzazioni in quattro aree di attività: Finanzia, Industria, Dettaglio e Conoscenza.